# Сінтра
Сі́нтра (порт. Sintra; МФА: [ˈsĩ.tɾɐ]) — муніципалітет і містечко в Португалії, в окрузі Лісабон. Розташований у західній частині країни, на березі Атлантичного океану, на теренах історичної португальської провінції Ештремадура. Належить до Лісабонського патріархату Католицької церкви в Португалії. Права міського самоврядування має з 1154 року. Поділяється на 11 парафій. За адміністративним поділом, чинним до 1976 року, був складовою провінції Ештремадура. Площа муніципалітету — 319,23 км², населення муніципалітету — 381728 ос. (2015); густота населення — 1195,78 осіб/км²
. Патрон — Діва Марія. Святковий день муніципалітету — 29 червня. Поштовий індекс — 2714.  Код місцевої адміністративної одиниці — 1111. Складова статистичного регіону Лісабон.

## Назва
- Сінтра  (порт. Sintra, стара орфографія: порт. Cintra)

## Географія
Сінтра розташована на заході Португалії, на південному заході округу Лісабон.
Сінтра межує на півночі з муніципалітетом Мафра, на сході — з муніципалітетами Лореш і Одівелаш, на південному сході — з муніципалітетом Амадора, на півдні — з муніципалітетом муніципалітетами Оейраш і Кашкайш. На заході омивається водами Атлантичного океану.
Найзахідніша точка Європи мис Рока належить до Сінтри.

## Історія
1108 року Сінтру (за припущеннями — приморський Колареш) тимчасово захопив норвезький король Сігурд I під час свого хрестового походу до Святої Землі
1147 року Сінтру звільнив від маврів португальський король Афонсу І. 1154 року він надав їй форал, яким визнав за поселенням статус містечка та муніципальні самоврядні права.

## Населення
Для населення східної частини району Сінтри характерним є наявність великої кількості вихідців із колишніх португальських колоній — Анголи та Кабо-Верде, які масово почали прибувати до Португалії у 1970-х.
| Кількість мешканців | Кількість мешканців | Кількість мешканців | Кількість мешканців | Кількість мешканців | Кількість мешканців | Кількість мешканців | Кількість мешканців | Кількість мешканців | Кількість мешканців | Кількість мешканців | Кількість мешканців | Кількість мешканців | Кількість мешканців | Кількість мешканців |
| ------------------- | ------------------- | ------------------- | ------------------- | ------------------- | ------------------- | ------------------- | ------------------- | ------------------- | ------------------- | ------------------- | ------------------- | ------------------- | ------------------- | ------------------- |
| 1864                | 1878                | 1890                | 1900                | 1911                | 1920                | 1930                | 1940                | 1950                | 1960                | 1970                | 1981                | 1991                | 2001                | 2011                |
| 20 766              | 21 990              | 22 918              | 26 074              | 30 694              | 29 762              | 37 986              | 45 171              | 60 423              | 79 964              | 124 893             | 226 428             | 260 951             | 363 749             | 377 835             |

## Економіка, побут, транспорт
Селище має добре розвинуту транспортну мережу, з'єднане з Лісабоном залізницею (Лінія Сінтри) і швидкісною автомагістраллю (IC-19). З Яблучним пляжем на атлантичному океані Сінтру зв'язує одна з найстаріших у Європі трамвайних ліній (відновила свою роботу до сторіччя з дня заснування — 4 червня 2004 року, і має довжину майже 15 км).
У селищі є велика кількість архітектурних пам'яток, завдяки чому воно віднесене до світової спадщини ЮНЕСКО.
Деякі з найвідоміших пам'яток:
- Замок Маврів
- Кінта да Регалейра
- Палац Монтсеррат
- Палац Пена
- Палац Сетаїш

## Парафії
- Алгейран-Мен-Мартінш
- Алмаржен-ду-Бішпу
- Агуалва
- Белаш
- Казал-де-Камбра
- Касен
- Келуш
- Колареш
- Монте-Абраан
- Массама
- Міра-Сінтра
- Монтелавар
- Перу-Піньєйру
- Ріу-де-Мору
- Санта-Марія-і-Сан-Мігел
- Сан-Жуан-даш-Лампаш
- Сан-Маркуш
- Сан-Мартіню
- Сан-Педру-де-Пенаферрін
- Терружен

## Освіта
- Академія повітряних сил — головний освітній заклад португальського флоту.

## Галерея

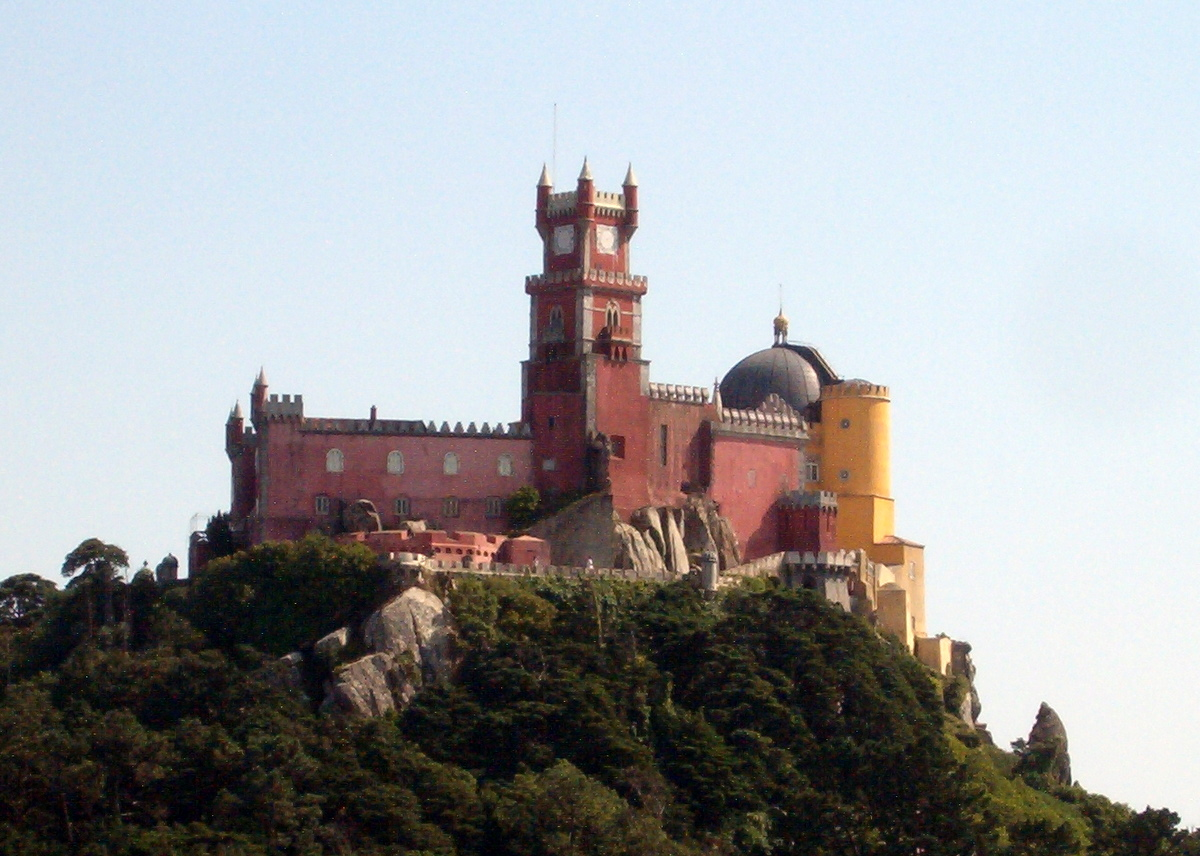
Національний палац «Пена»
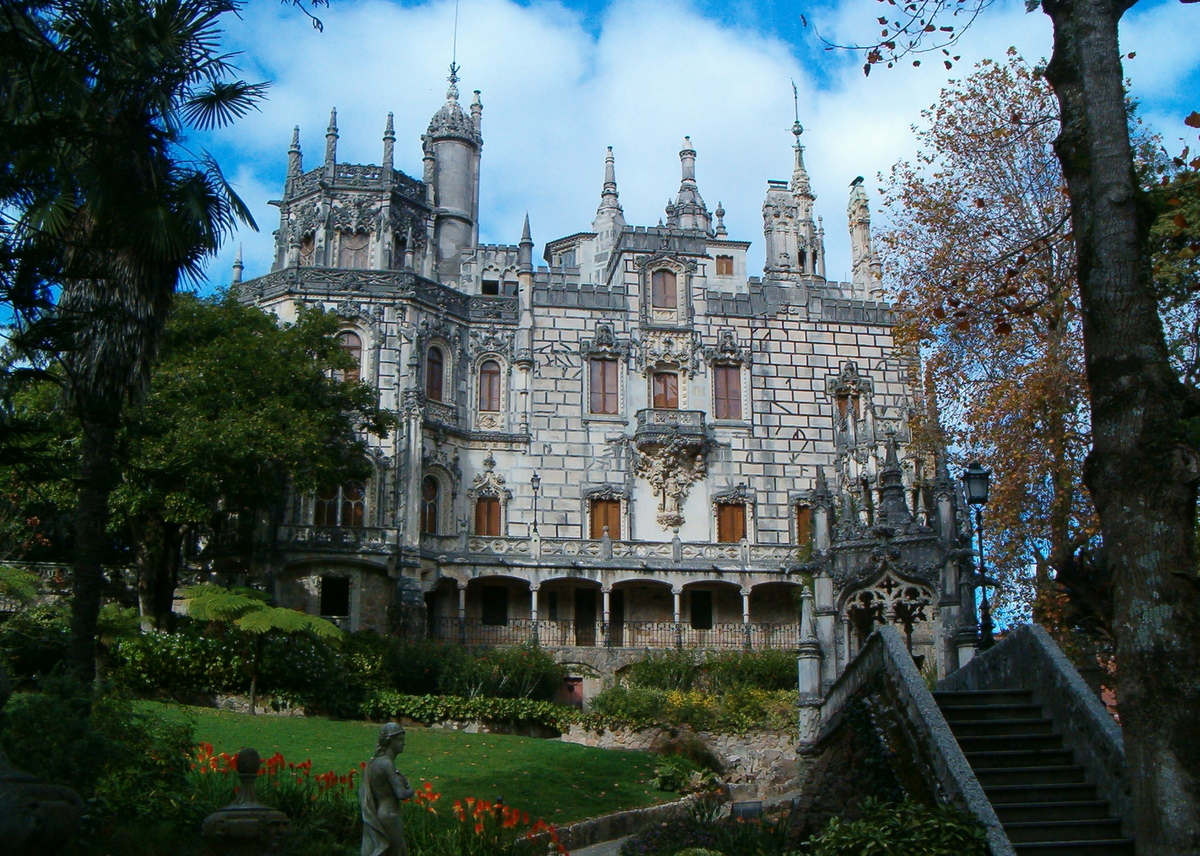
Садиба «Регалейра»
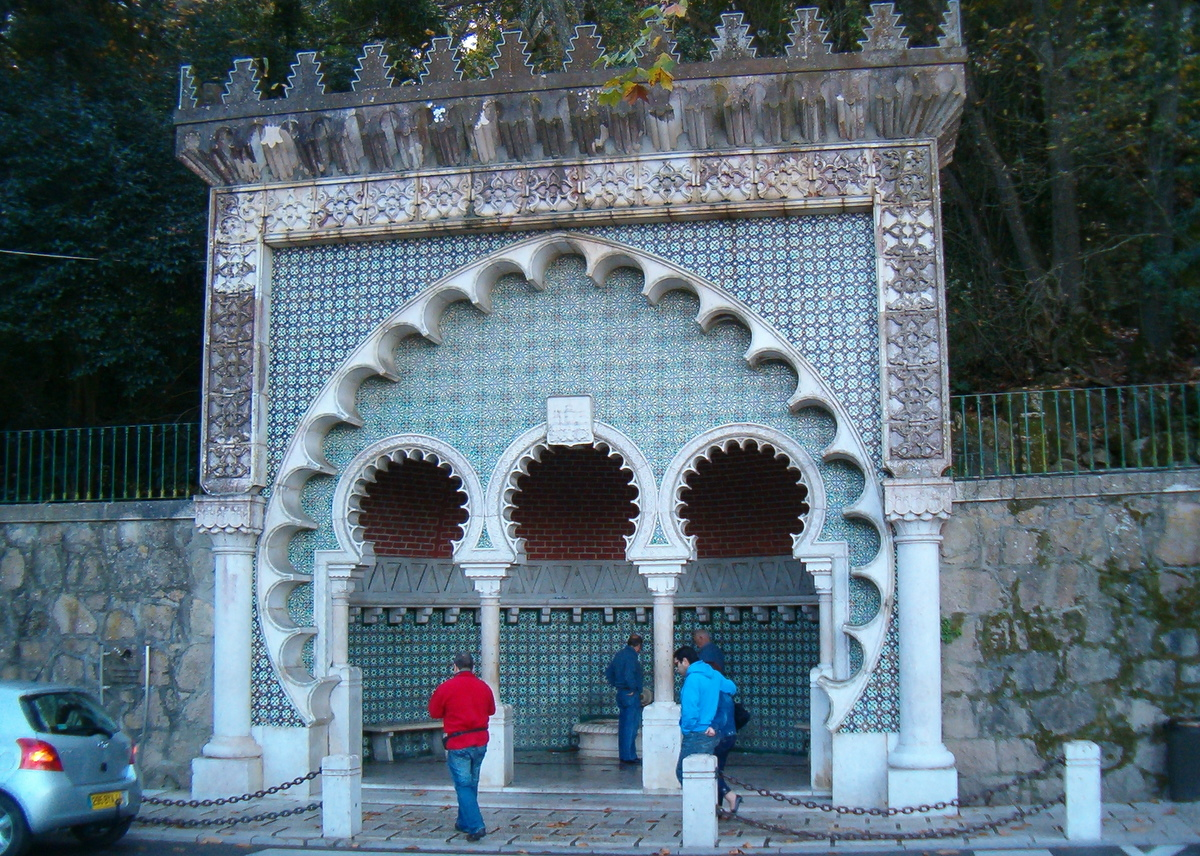
Архітектурний елемент в арабському стилі
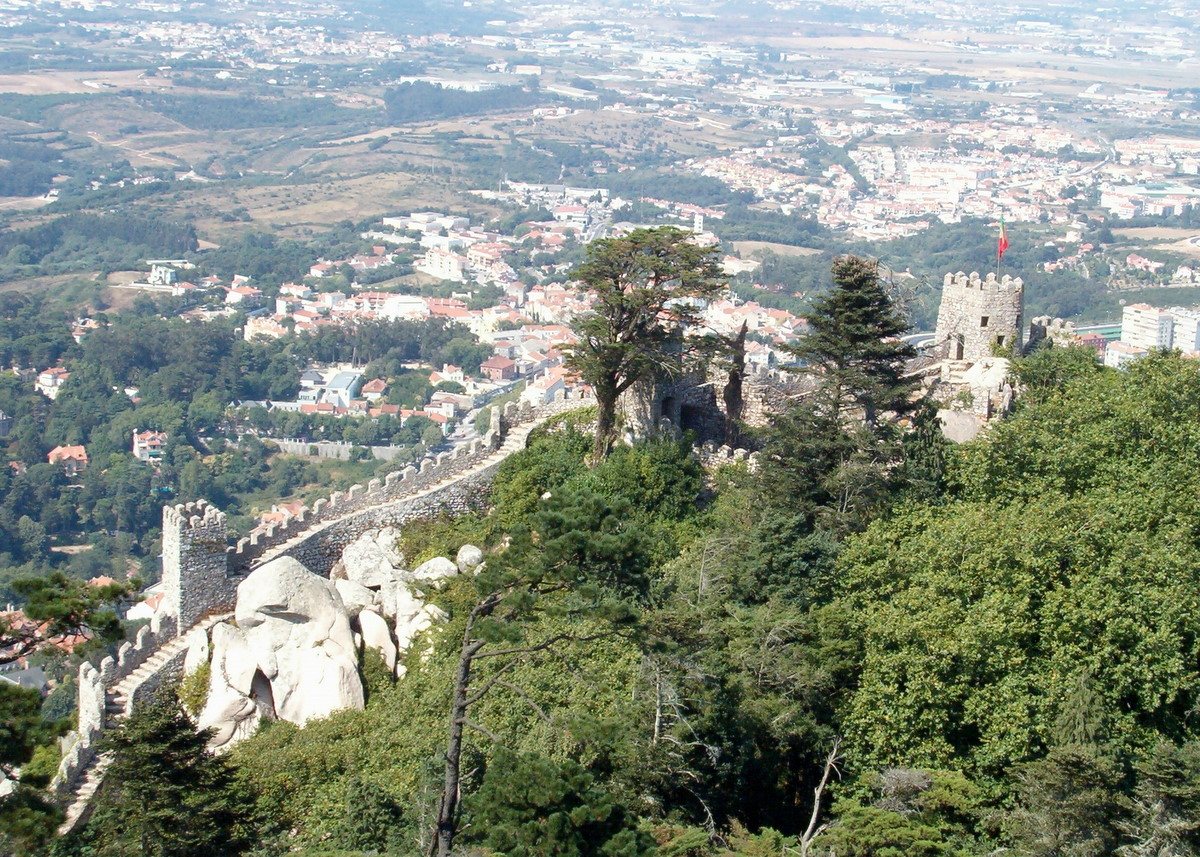
Фортеця «Маврів» (вид на місто)
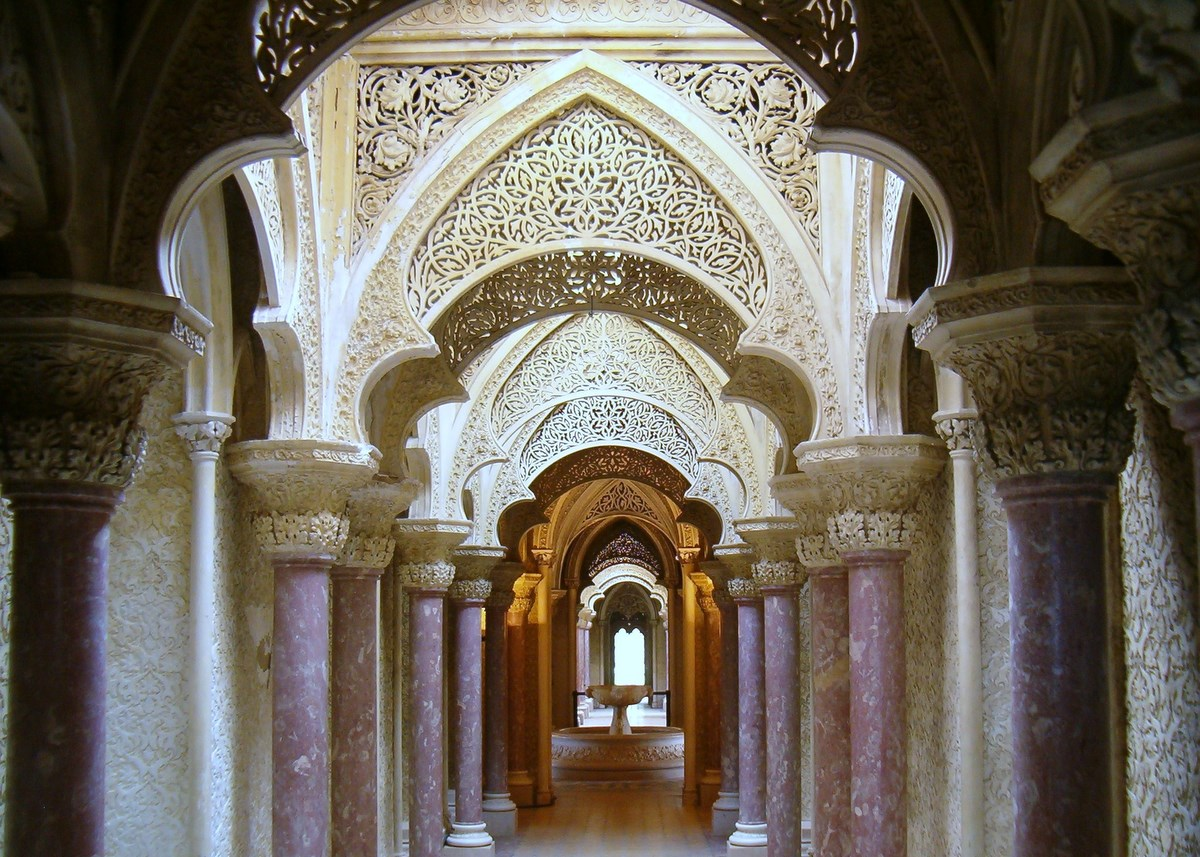
Палац «Монсеррат» (арки всередині)
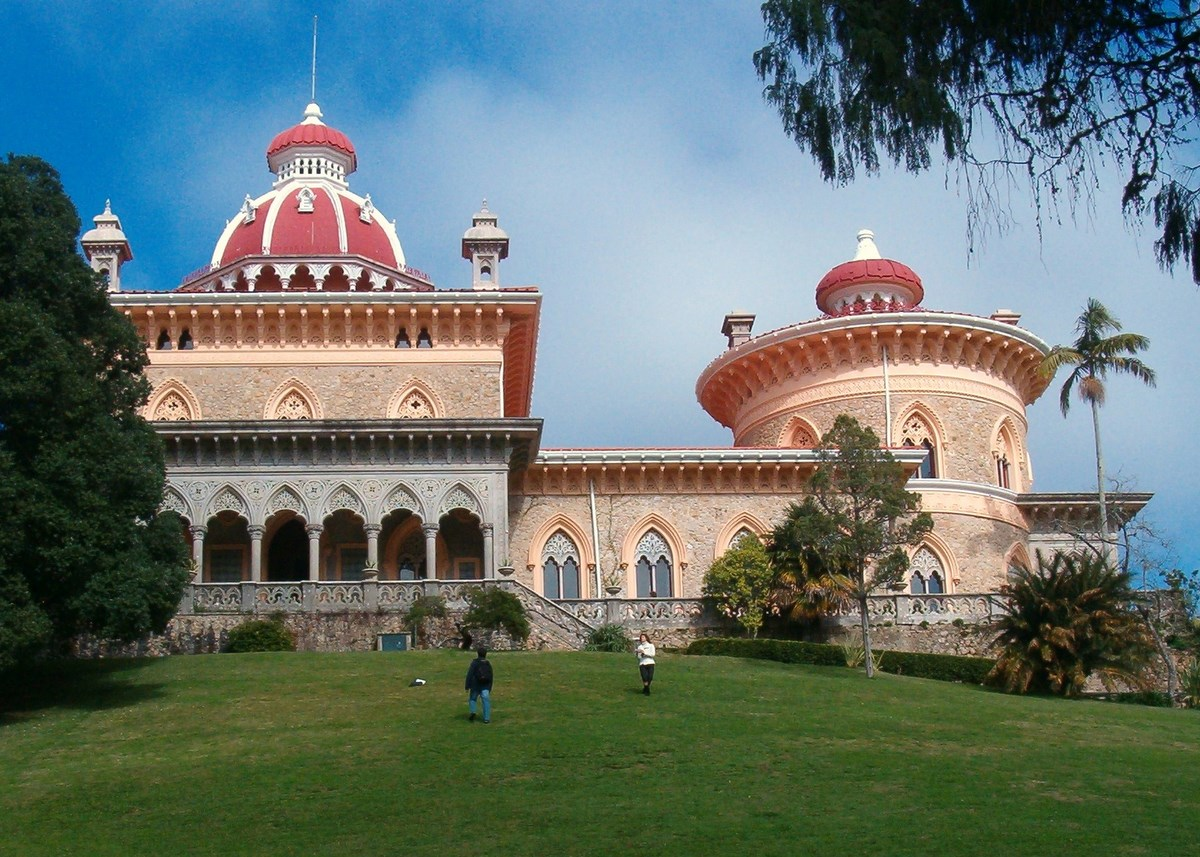
Палац «Монсеррат» (вигляд ззовні)
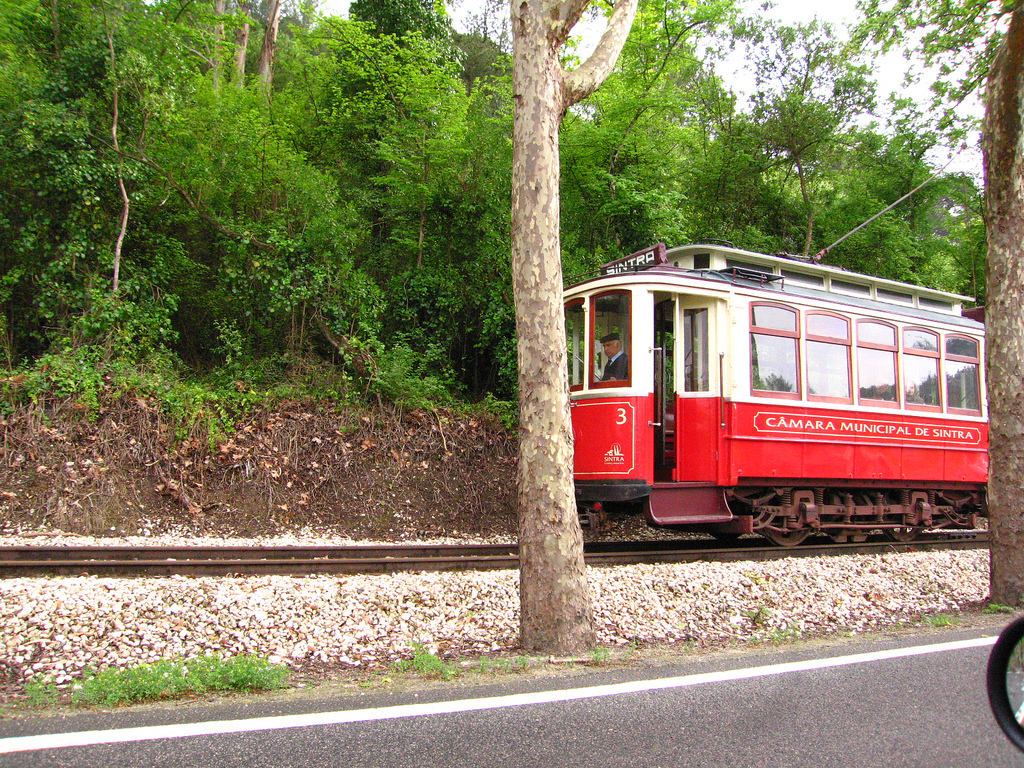
Старовинний трамвай в Сінтрі
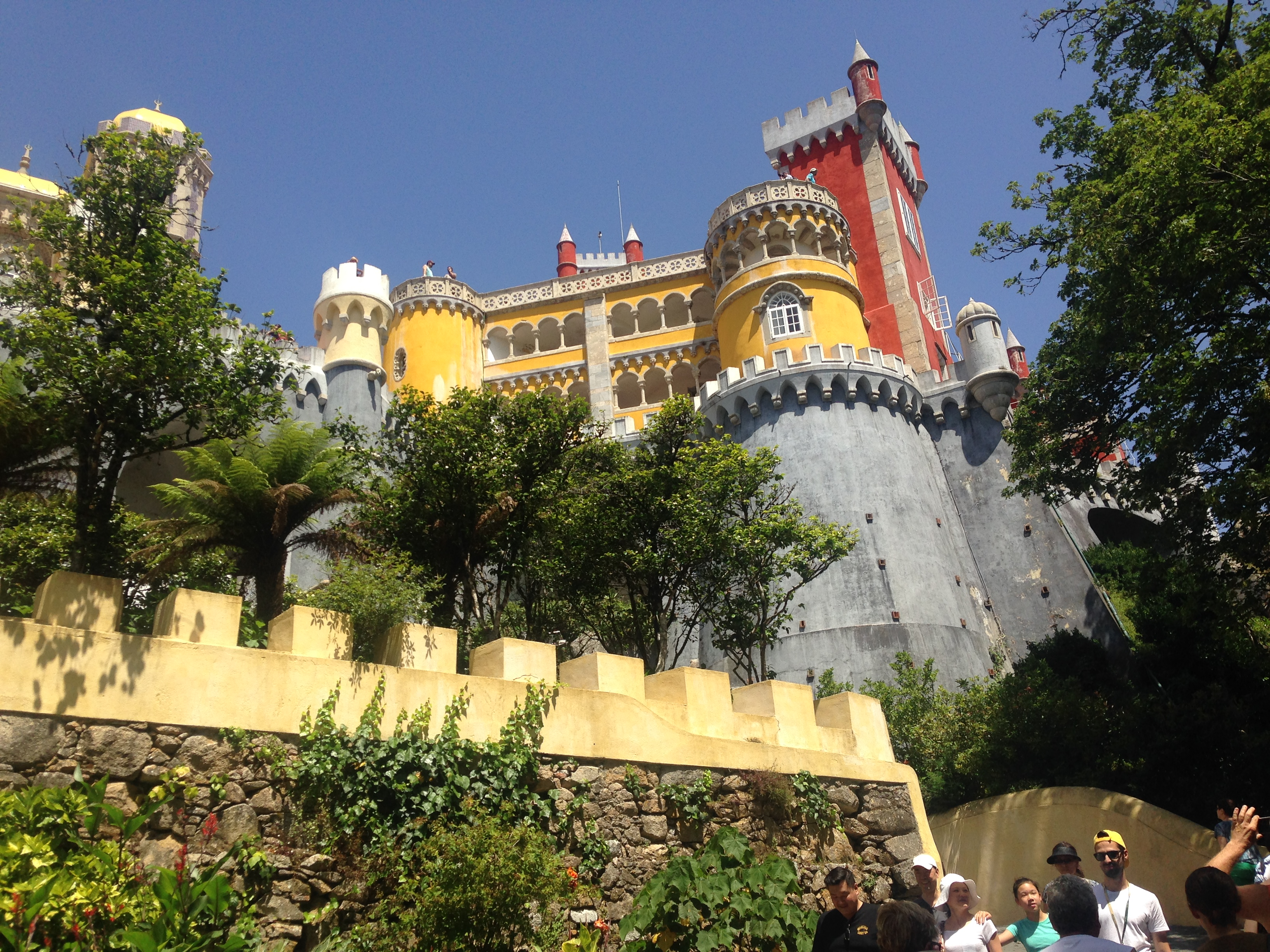
Біля палацу Пена, Сінтра